# Ambassade de France en Ouzbékistan
L'ambassade de France en Ouzbékistan est la représentation diplomatique de la République française auprès de la république d'Ouzbékistan. Elle est située à Tachkent, la capitale du pays, et son ambassadrice est, depuis 2021, Aurélia Bouchez.

## Ambassade
L'ambassade est située au cœur de Tachkent, non loin de la place Amir Timour et du Musée des Arts modernes, au centre du quartier diplomatique. Elle accueille aussi une section consulaire.

## Histoire
L'ambassade de France, au centre-ville de Tachkent, se situe au croisement de deux grandes artères. L'édifice date de l'époque des Romanov et fut construit entre 1909 et 1912, pour y accueillir initialement une école de jeunes filles. L'immeuble a subi de nombreuses transformations au cours du XXe siècle. De style architectural art nouveau, il fut un des premiers de la région conçu avec une ossature métallique. Il fut loué par la France en 1992, avant d'être acheté avec le terrain en 2000. La façade a été entièrement rénovée et le hall d'entrée a été remodelé sur deux niveaux pour donner plus d'envergure à l'ambassade.

## Ambassadeurs de France en Ouzbékistan
| De   | À    | Ambassadeur                    |
| ---- | ---- | ------------------------------ |
| 1992 | 1995 | Jean-Paul Véziant              |
| 1995 | 2000 | Jean-Claude Richard            |
| 2000 | 2004 | Jacques-André Costilhes        |
| 2004 | 2007 | Jean-Bernard Harth             |
| 2007 | 2010 | Hugues Pernet                  |
| 2010 | 2013 | François Gauthier              |
| 2013 | 2016 | Jacques-Henry Heuls            |
| 2016 | 2019 | Violaine Billette de Villemeur |
| 2019 | 2021 | Isabelle Servoz-Gallucci       |
| 2021 | auj. | Aurélia Bouchez                |

## Relations diplomatiques
Les relations diplomatiques entre les deux pays ont été établies officiellement le 1er mars 1992, quelques mois après la déclaration d'indépendance du 31 août 1991.

## Consulat

### Communauté française
Au 31 décembre 2016, 105 Français sont inscrits sur les registres consulaires en Ouzbékistan.
| 2001 | 2002 | 2003 | 2004 |
| ---- | ---- | ---- | ---- |
| 108  | 115  | 128  | 115  |

| 2005 | 2006 | 2007 | 2008 |
| ---- | ---- | ---- | ---- |
| 152  | 141  | 94   | 94   |

| 2009 | 2010 | 2011 | 2012 |
| ---- | ---- | ---- | ---- |
| 99   | 103  | 111  | 86   |

| 2013 | 2014 | 2015 | 2016 |
| ---- | ---- | ---- | ---- |
| 88   | 87   | 97   | 105  |

### Circonscriptions électorales
Depuis la loi du 22 juillet 2013 réformant la représentation des Français établis hors de France avec la mise en place de conseils consulaires au sein des missions diplomatiques, les ressortissants français d'une circonscription recouvrant l'Afghanistan, l'Azerbaïdjan, l'Iran, le Kazakhstan, le Kirghizistan, l'Ouzbékistan, le Pakistan, le Tadjikistan et le Turkménistan élisent pour six ans trois conseillers consulaires. Ces derniers ont trois rôles : 
1. ils sont des élus de proximité pour les Français de l'étranger ;
2. ils appartiennent à l'une des quinze circonscriptions qui élisent en leur sein les membres de l'Assemblée des Français de l'étranger ;
3. ils intègrent le collège électoral qui élit les sénateurs représentant les Français établis hors de France.

Pour l'élection à l'Assemblée des Français de l'étranger, l'Ouzbékistan appartenait jusqu'en 2014 à la circonscription électorale de Moscou comprenant aussi  l'Arménie, l'Azerbaïdjan, la Biélorussie, la Géorgie, le Kazakhstan, le Kirghizistan, la Moldavie, la Russie, le Tadjikistan, le Turkménistan et l'Ukraine, et désignant un siège. L'Ouzbékistan appartient désormais à la circonscription électorale « Asie centrale et Moyen-Orient » dont le chef-lieu est Dubaï et qui désigne quatre de ses 23 conseillers consulaires pour siéger parmi les 90 membres de l'Assemblée des Français de l'étranger.
Pour l'élection des députés des Français de l’étranger, l'Ouzbékistan dépend de la 11e circonscription.